# Biserica romano-catolică din Armășeni
Biserica romano-catolică din Armășeni este un ansamblu de monumente istorice aflat pe teritoriul satului Armășeni; comuna Ciucsângeorgiu. În Repertoriul Arheologic Național, monumentul apare cu codul 84004.02.05.
Lăcașul poartă hramul Neprihănitei Zămisliri. 
Ansamblul este format din următoarele monumente:
- Biserica romano-catolică „Zămislirea Sf. Fecioare” (cod LMI HR-II-m-A-12748.01)
- Zid de incintă (cod LMI HR-II-m-A-12748.02)

## Povestea bisericii
Structura actuală a bisericii e în stilul goticului târziu (secolul al XV-lea), construită pe fundații romanice, certificate de ferestrele ei, urmele de ușă și stâlpii de susținere. Biserica a fost menționată, pentru prima dată, în 1583, de către hrisoave, dar cercetătorii consideră că e mult mai veche, din secolul al XIII-lea. 
Picturile de la intrare sunt ale celebrului Dürer și ar putea fi făcute în anii 1520. Nava, tavanul și corul au fost reconstruite în 1655, în stil baroc. În 1858, a fost adăugată o sală laterală în stil rococo. Turnul de astăzi a fost construit în 1836, unde se găsesc 2 clopote, unul turnat la 1542 și altul la 1604 (returnat la 1835). Inscripția celui de-al doilea clopot e: „O Rex Gloriae Jesu Xte, Veni în Pace. Paulus Fudit. A.D. 1604".  
Frescele medievale minunate au fost refăcute la 1651 și au fost pictate la loc la 1928.  

## Galerie

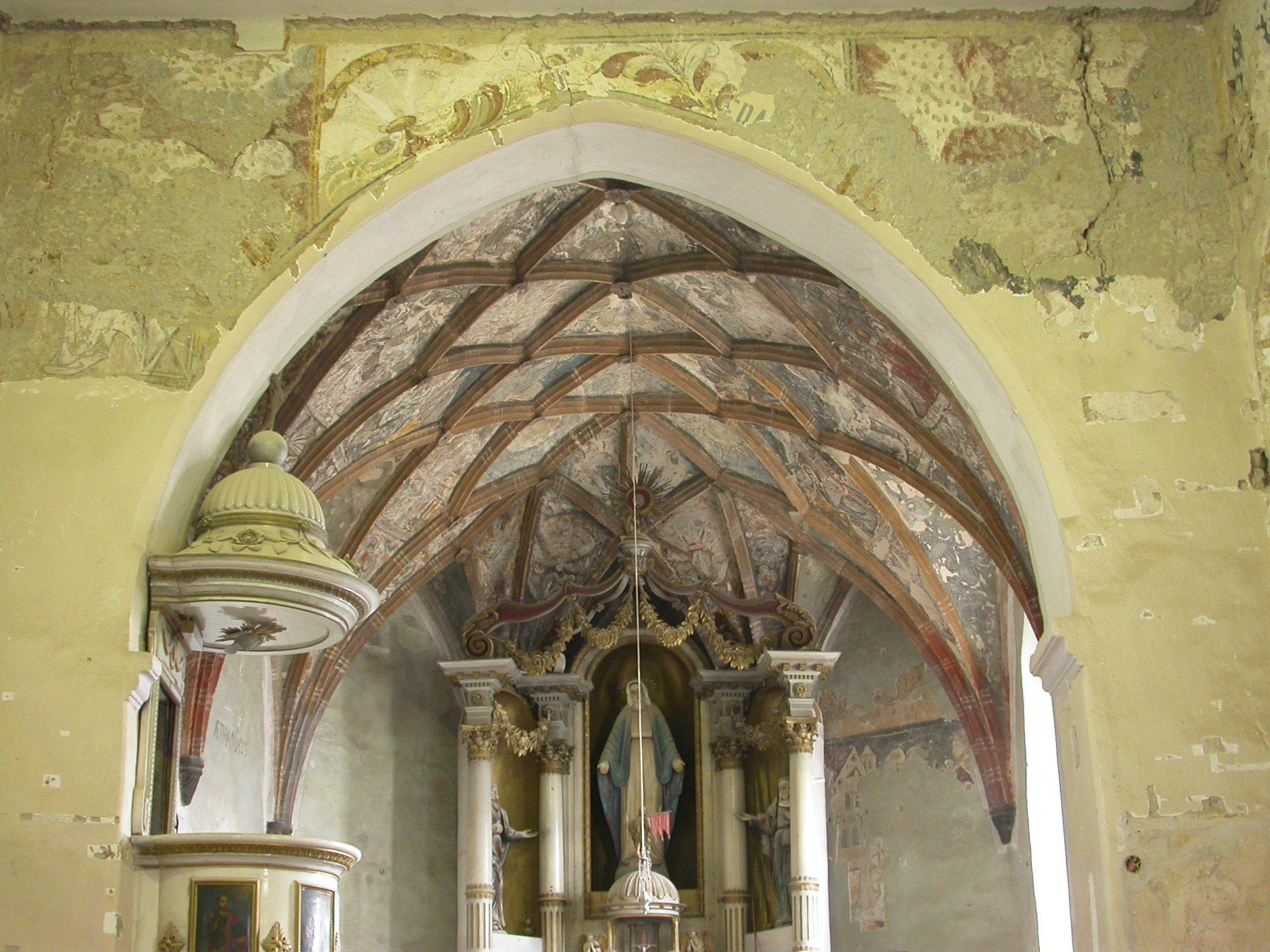
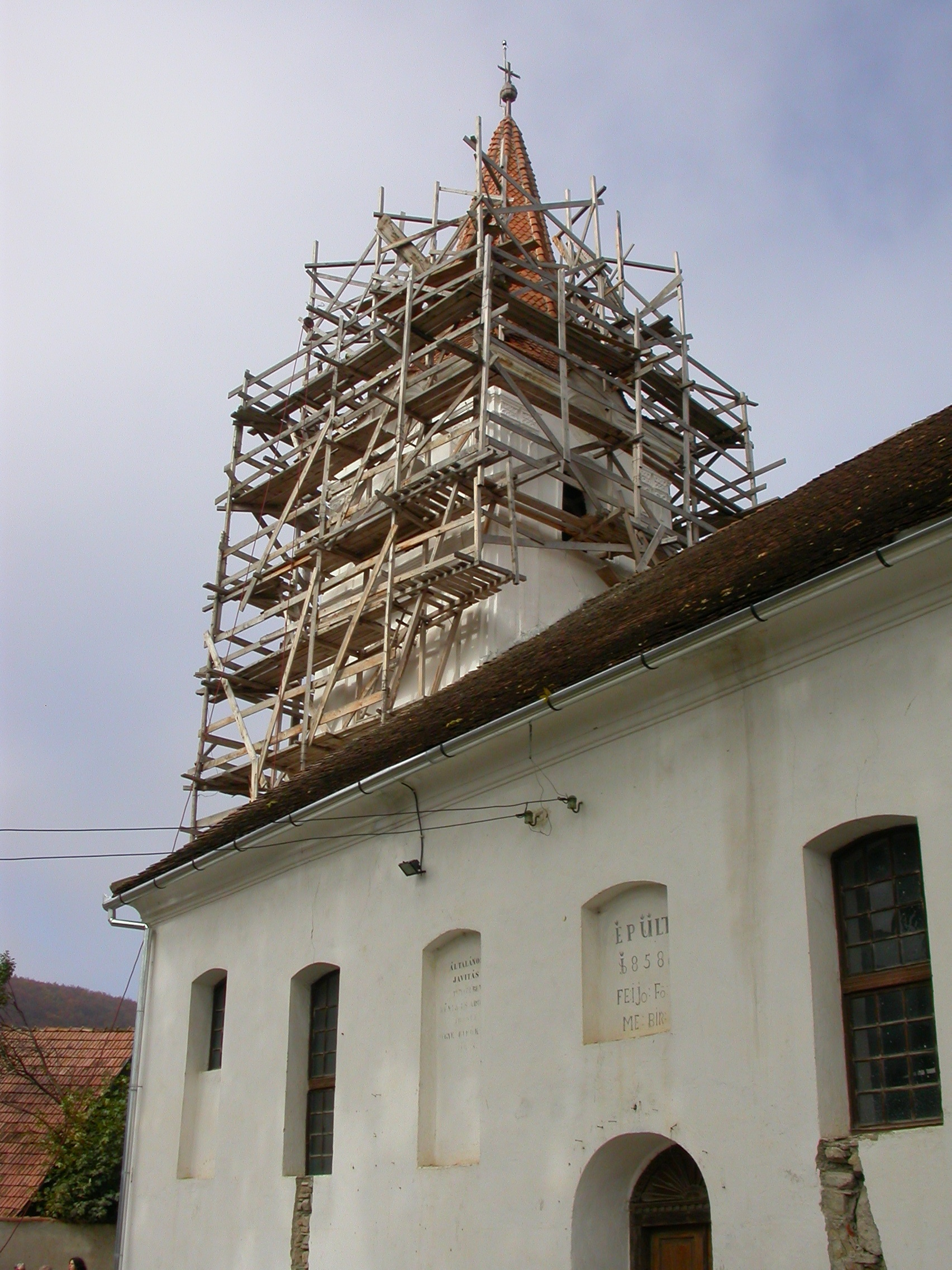
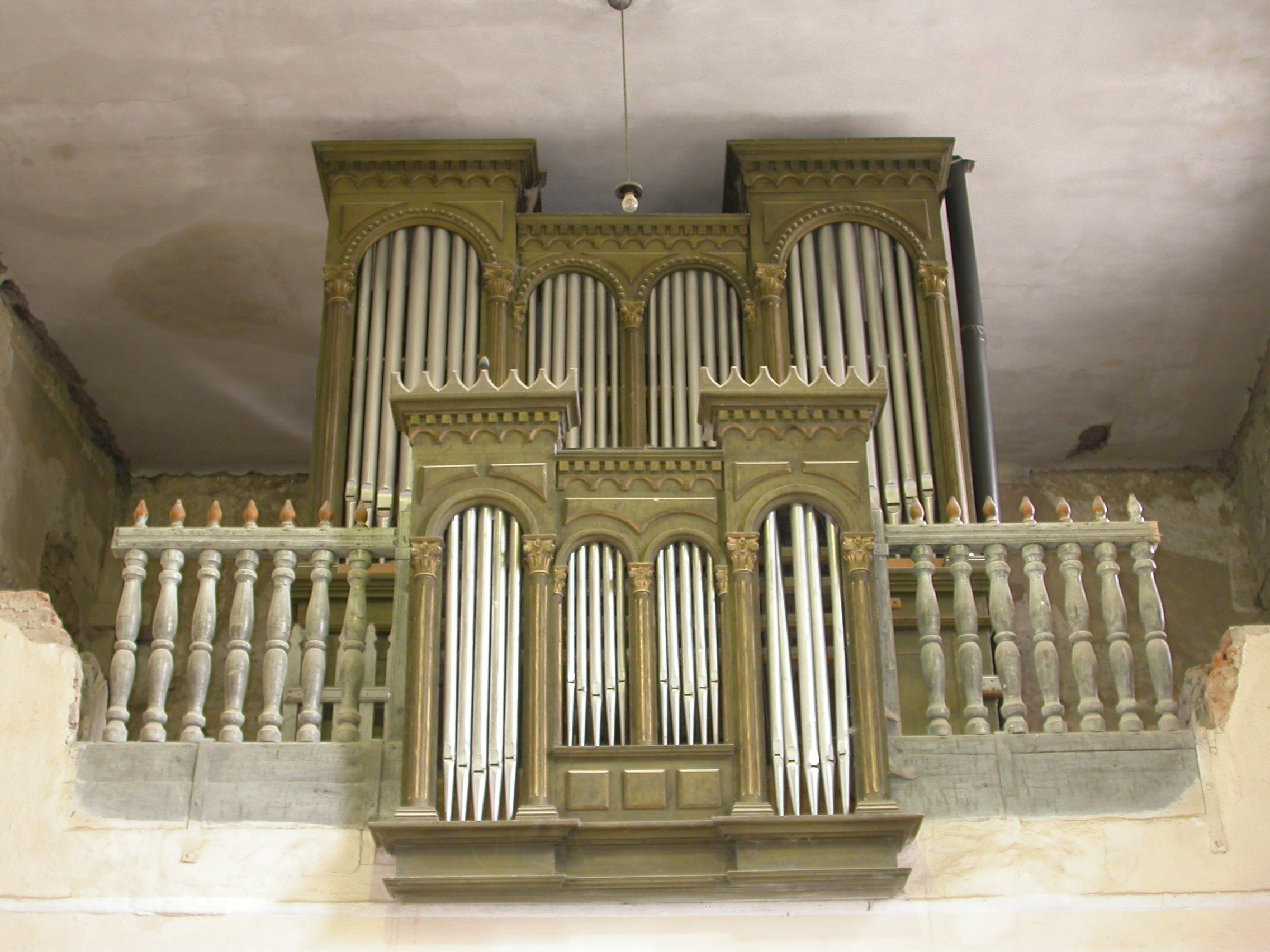
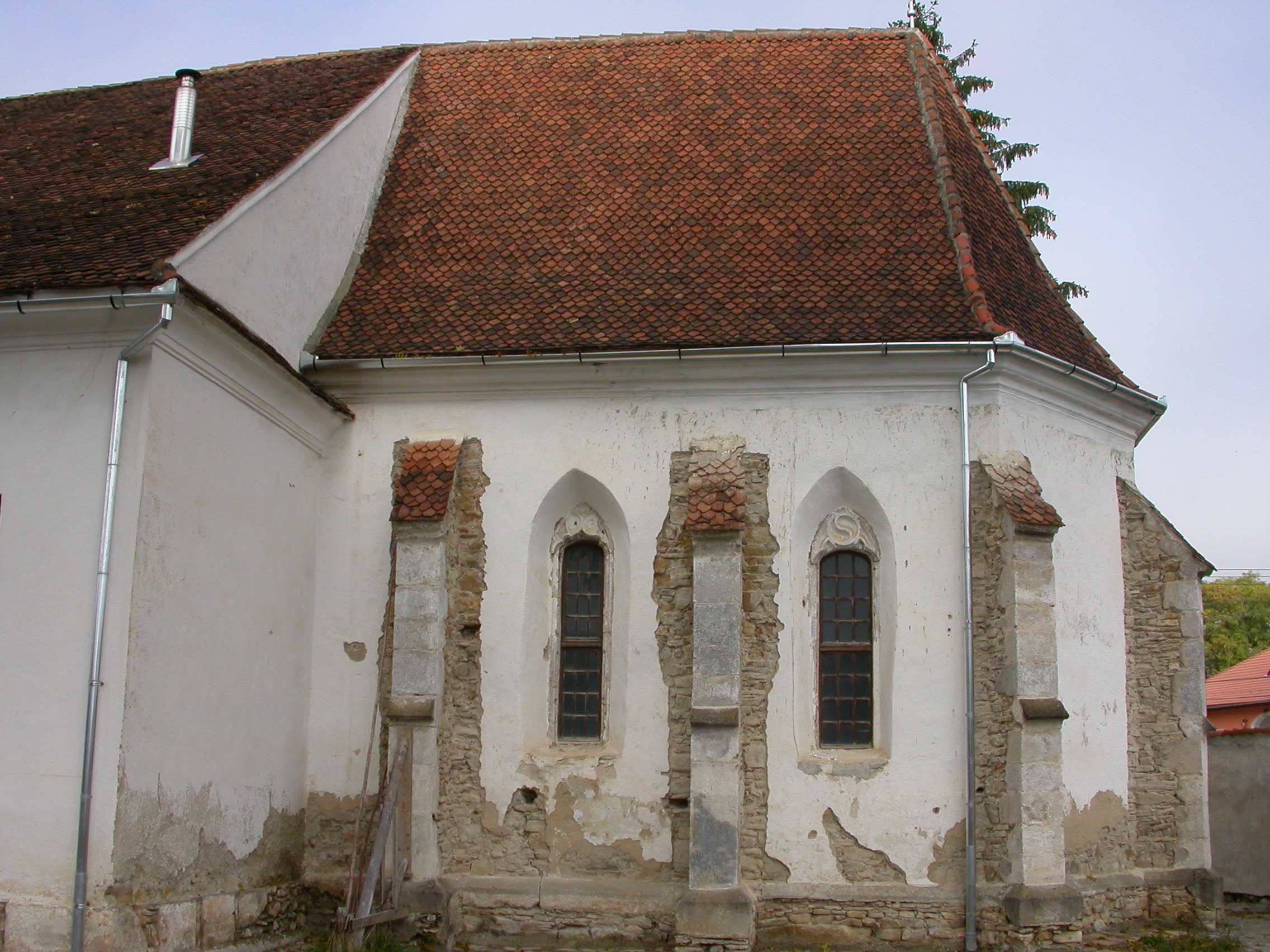
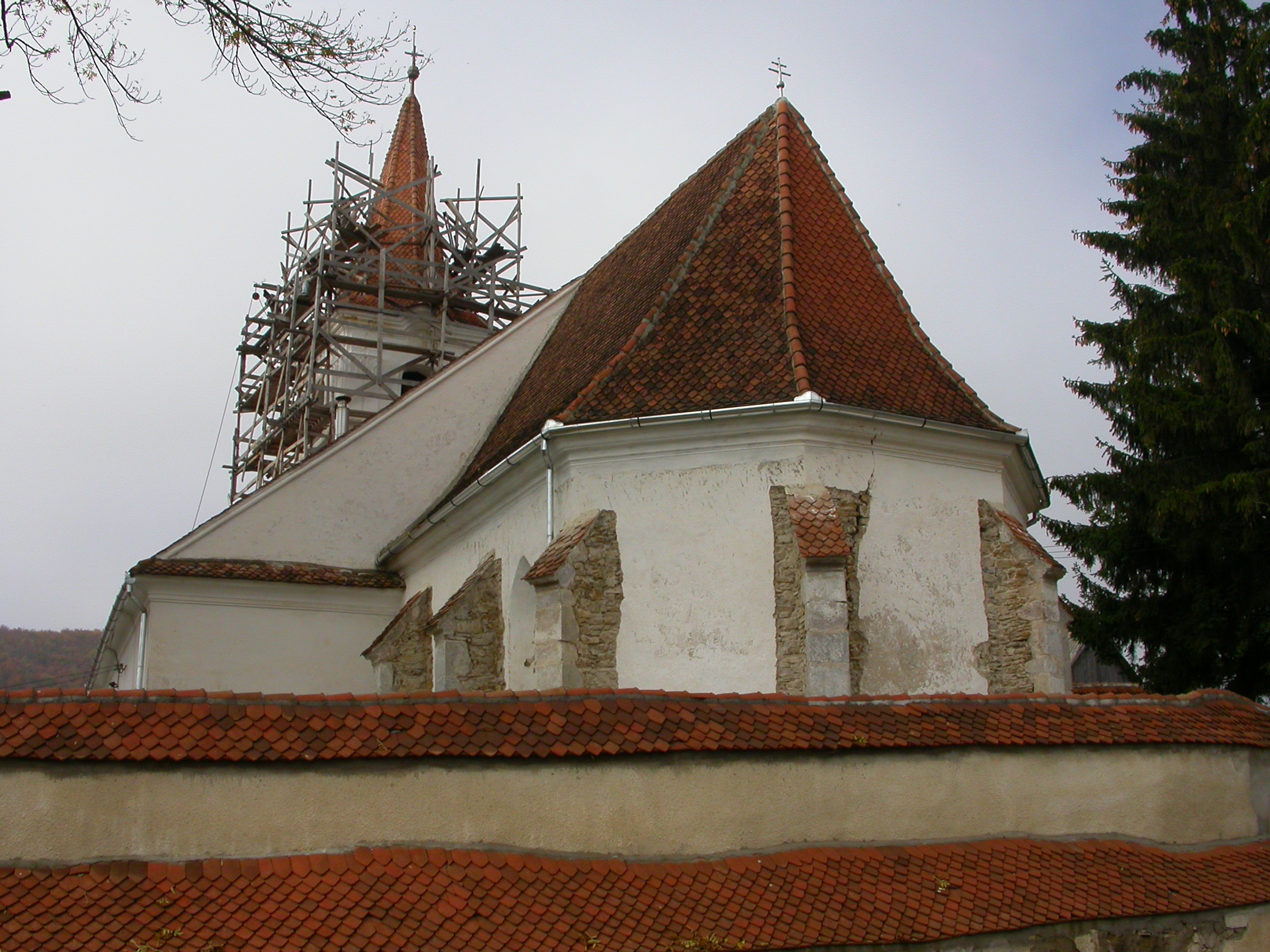